# SAKURA (雑誌)
SAKURA（サクラ）は小学館が2006年から2015年まで発行・発売していた女性向けファッション雑誌。2015年冬号をもって休刊。季刊誌で、毎年2・5・8・11月の28日に発売されていた。

## 概要
20代後半～40代の子持ちの女性をターゲットに、ママとキッズのファッションを中心に、育児、家事など良質でスタイリッシュなライフスタイルを提案。
「ハッピーファミリーのためのママ＆キッズファッション誌」をテーマに、多くの現役ママモデルやそのファミリーが登場する。
登場するキッズの年齢は赤ちゃんから10歳くらいまでである。
またHotMamaリーダーズと呼ばれる読者モデルが多数登場。
この読者モデルも、全員子持ちであるが、専業主婦も働いている女性も両方いる。
掲載されるファッションコーディネートも、子供の幼稚園の送迎から、子供と行くレジャー、そして通勤にも使えそうなものまである。
しかし、ファッション以外の記事は、キャラ弁や凝ったインテリアなどが多く、ビジネスや経済などの記事は皆無なので、キャリアウーマンの母親ではなく、育児中の専業主婦や小さい子がいるパート主婦の読者層を想定している。
一応SAKURAは、CancamやAneCanの姉妹誌で、元AneCanモデルだったモデルも起用されてはいるが、やはり母親になった女性向けということもあり、掲載されている服もこれら2誌のようなモテ系コンサバファッションとは異なり、よりカジュアル、マニッシュ志向になっている。
掲載されるのブランドの価格帯は幅広く、AneCanに掲載されるようなラグジュアリーブランドもあるが、ユニクロ、g.u.、ZARAなどファストファッション系も上手に取り入れたコーディネートも掲載されている。
このため、出産して母親になった元CanCam、AneCan読者がみんなSAKURAにすんなり流れているとは限らず、むしろ出産前は赤文字系ファッション雑誌は読んでいなかったプチプラ、カジュアル、マニッシュ志向の読者層も多く取り込んでいる。
ライバル誌にあたるものは「VERY」などであるが、季刊誌であることもあり、特段定まっていない。
google playにおいて、SAKURAの電子書籍がダウンロードできる専用のアプリが配信されている。
また、各種電子書籍配信サイトでSAKURAの電子書籍が配信されており、1冊500円で購入できる。

## 主なモデル
全員が出産して子供がいるママモデルであるが、年齢は30歳～40代と幅広い。
- 中林美和
- 鈴木サチ
- 真木明子
- 金子絵里
- 彩友美
- 道端カレン
- AYUMI
- 和香
- Mie
- 畑田亜希
- 橋本優子
- MALIA
- YUUKI
- 松田千奈

## 登場タレント
- MEGUMI
- MINMI
- hitomi
- 東原亜希
- 畑野ひろ子

## 発行部数
|        | 1〜3月    | 4〜6月    | 7〜9月    | 10〜12月  |
| ------ | --------- | --------- | --------- | --------- |
| 2011年 | 65,000 部 | 58,000 部 | 60,000 部 | 58,000 部 |
| 2012年 | 58,000 部 | 58,000 部 | 58,000 部 | 60,000 部 |
| 2013年 | 62,000 部 | 67,000 部 |           |           |